# Verwaltungsgemeinschaft Westerwald-Obereichsfeld
La communauté d'administration Westerwald-Obereichsfeld (Verwaltungsgemeinschaft Westerwlad-Obereichsfeld) réunit cinq communes de l'arrondissement d'Eichsfeld en Thuringe. Elle a son siège dans la commune de Küllstedt et a été créée le 22 février 1991.

## Géographie

La communauté d'administration Wetserwald-Obereichsfeld

La communauté regroupe 5 202 habitants en 2010 pour une superficie de 62,72 km2 (densité : 82,9 hab/km2).
Communes (population en 2010) : 
- Büttstedt (913) ;
- Effelder (1 321) ;
- Großbartloff (943) ;
- Küllstedt (1 500) ;
- Wachstedt (525).

La communauté d'administration est située dans le sud de l'arrondissement, à la limite avec l'arrondissement d'Unstrut-Hainich. Elle se trouve entièrement dans le Parc naturel Eichsfeld-Hainich-Werratal.